# Carlos Arancibia
Carlos Arancibia Trivik (* 16. Juli 1911; † 17. März 1987) war ein chilenischer Fußballspieler. Der Stürmer lief in drei Länderspielen für Chile auf.

## Karriere

### Verein
Carlos Arancibia spielte mindestens 1941 und 1942 für den Hauptstadtklub CD Green Cross. Weiteres ist über die Vereinskarriere des Offensivspielers nicht bekannt.

### Nationalmannschaft
Carlos Arancibia wurde für den Campeonato Sudamericano 1942 von Trainer Ferenc Plattkó in den Kader Chiles berufen. Dort debütierte er bei der 1:6-Niederlage gegen Gastgeber Uruguay, nachdem er für Verteidiger Humberto Roa eingewechselt worden war. Arancibia wurde danach in zwei weiteren Turnierpartien eingewechselt, darunter auch im Spiel gegen Argentinien, das kurz vor der Halbzeitpause abgebrochen wurde, nachdem die Chilenen den Platz aus Protest gegen die Schiedsrichterleistung verlassen hatten. Chile wurde mit einem Sieg, einem Unentschieden und vier Niederlagen Turniersechster. Das 0:0-Unentschieden gegen Argentinien, das wegen des Verlassens des Platzes als Niederlage gewertet wurde, war das letzte Länderspiel des Stürmers.